# Financiering ziektekosten
In Nederland was de financiering van de ziektekosten tot 1 januari 2006 onderverdeeld in drie compartimenten:
1. Het eerste compartiment werd gevormd door de AWBZ
2. Het tweede compartiment werd gevormd door het ziekenfonds en de particuliere ziektekostenverzekeringen
3. Het derde compartiment bood mensen de mogelijkheid zich particulier bij te verzekeren tegen verstrekkingen die niet vanuit het eerste of tweede compartiment werden vergoed.